# Rien ne peut nous arrêter
Pour plus de détails, voir Fiche technique et Distribution.
Rien ne peut nous arrêter (Niente può fermarci) est une comédie d'aventures italienne de Luigi Cecinelli sortie en 2013.

## Synopsis
Quatre jeunes hommes d'environ 20-25 ans sont atteints de différents troubles psychophysiques : Mattia est narcoleptique, Augusto est accro à Internet, Leonardo est obsédé par l'hygiène et la peur du contact physique et Guglielmo souffre du syndrome de Gilles de La Tourette.
Tous les quatre sont envoyés par leurs parents, plus préoccupés par leur propre vie que par le développement post-adolescent de leurs enfants, dans un établissement tranquille pour y être soignés et réhabilités. La routine, trop rigide et peu stimulante pour les jeunes, les pousse à élaborer un plan pour s'en échapper : ils décident de s'enfuir et partent en direction d'Ibiza, patrie idéalisée de la liberté formelle.
Ils s'emparent de la voiture du directeur de la clinique et entament un voyage qui les amènera à faire des rencontres et à découvrir des choses jusqu'ici seulement imaginées.
Entre-temps, Gilda, la mère de Leonardo, avec Ippolito, Giorgio et Alceste, respectivement les pères d'Augusto, de Guglielmo et de Mattia, mis au courant de l'évasion, se lancent sur les traces de leurs fils. Dans la succession précipitée des événements, ils apprennent à mieux comprendre et apprécier la personnalité de leurs fils.
Au cours de leur périple à travers l'Italie, la campagne française et Ibiza, les quatre jeunes gens ont pour compagne de voyage la turbulente Regina, qui s'avérera plus tard être enceinte et en fuite de son amant Gianni. Regina tombera amoureuse du peu sûr Leonardo, et ensemble ils rencontreront la jeune paysanne française Monique, avec laquelle Augusto aura un petit flirt dans la grange, et son père Henry, un Depardieu rude et bon enfant, qui les accompagnera dans une vieille camionnette jusqu'au bateau en partance pour Ibiza. Sur l'île, à l'improviste, les garçons deviendront les protagonistes d'un happening qui animera la nuit à la discothèque. Ils feront ensuite l'amour pour la première fois : Mattia avec DJ Ellen Reed, Leonardo avec Regina et Guglielmo avec une jeune fille tokyoïte récemment rencontrée. Le lendemain matin, dans une ultime affirmation de liberté, ils prendront un dernier bain choral avec Regina dans la mer d'Ibiza.
Changement soudain de décor et nous nous retrouvons dans la magnifique villa théâtre du mariage de Gloria. Guglielmo, le premier grand flirt de Gloria au lycée, tente naïvement et vainement de la dissuader de se marier.
Les quatre amis, revenus à la normale après leur forte expérience estivale, se serrent la main et plongent, habillés, dos à dos, dans la piscine de la villa.

## Fiche technique
- Titre français : Rien ne peut nous arrêter[1]
- Titre original : Niente può fermarci[2]
- Réalisation : Luigi Cecinelli
- Scénario : Luigi Cecinelli, Ivan Silvestrini
- Photographie : Claudio Zamarion (it)
- Montage : Alessandro Lucidi
- Musique : Riccardo Cimino, Giacomo Trovaioli
- Costumes : Cristiana Ricceri
- Maquillage : Giacinto Bretti, Stefano Polci
- Production : Claudio Zamarion (it)
- Sociétés de production : Angelika Vision, Rai Cinema avec la contribution du Ministère de la Culture en collaboration avec Monte dei Paschi di Siena, Amuchina, Angelini et Audi
- Pays de production :  Italie
- Langue originale : italien
- Format : Couleurs - 1,85:1 - Son Dolby Digital
- Durée : 90 minutes
- Genre : Comédie d'aventures
- Dates de sortie : 
  - Italie : 13 juin 2013

## Distribution
- Vittorio Emanuele Propizio (it) : Augusto
- Federico Costantini (it) : Leonardo
- Vincenzo Alfieri (it) : Guglielmo
- Guglielmo Amendola : Mattia
- Maria Chiara Augenti (it) : Regina
- Serena Autieri : Gilda
- Paolo Calabresi : Alceste
- Massimo Ghini : Ippolito
- Lucia Ocone (it) : Linda
- Gianmarco Tognazzi (it) : Giorgio
- Anna Dalton (it) : Monique
- Gérard Depardieu : Henri
- Carolina Crescentini : Ellen Reed
- Eva Riccobono : Gloria
- Simone Montedoro (it) : Gianni
- Pierluigi Di Lallo : Professeur Gaudiosa
- Hal Yamanouchi : M. Lee
- Sveva Alviti

## Tournage
Le film a été tourné à Rome, en Toscane, dans les Marches, notamment à Sirolo, sur la Riviera du Conero et à Ibiza, tandis que les scènes censées se dérouler en Provence avec Gérard Depardieu (jouant en italien) ont en fait été tournées à Casacanditella (province de Chieti), dans le château de Semivicoli.